# Felix Cane
Felix Cane, né le 9 décembre 1984, est une danseuse de pole dance australienne, instructrice et championne internationale de pole dance.

## Biographie
Felix Cane s'est mise à la pole dance après que sa mère s'y est initiée et lui a conseillé de découvrir cette discipline alors qu'elle étudiait la biochimie et les mathématiques à l'université de Perth.
Elle remporte son premier titre, Miss Pole Dance Australia 2006 après seulement huit mois de pratique. Les règles de Miss Pole Dance Australia disposant qu'un vainqueur ne peut pas se représenter l'année suivante, elle devient juge de l'édition 2007.
Elle entre dans l'histoire de la pole dance lorsqu'à l'occasion de son troisième titre de championne du monde, elle est la première danseuse à recevoir une standing ovation de la part des spectateurs.
Felix Cane a mis au point un programme de certification pour les professeurs de pole dance. Elle s'est produite dans Zumanity du Cirque du Soleil, un spectacle de style cabaret au New York-New York Hotel & Casino sur le Las Vegas Strip. Il s'agit du premier spectacle du Cirque du Soleil à thème adulte, intitulé The Sensual Side of Cirque du Soleil ou Another side of Cirque du Soleil. Elle s'est également produite en solo avec le Cirque du Soleil dans un hommage à Michael Jackson.
Felix Cane dirige un studio de pole dance, la Felix Cane Academy, ouvert en 2016 à Malaga en Australie-Occidentale. 
Elle organise également sa propre compétition internationale, Felix Cane Pole Championships (commencée en 2015), qui met en valeur les talents des meilleurs danseurs et danseuses polaires du monde entier dans sa ville natale de Perth, en Australie occidentale. Elle est présidente d'honneur de la World Pole Sports & Arts Federation (POSA).

## Palmarès
- Vainqueur Miss Pole Dance Australia 2006[4]
- Vainqueur Miss Pole Dance Australie 2008/9[4]
- Vainqueur du World Pole Dance 2009[5]
- Vainqueur du World Pole Dance 2010[5]
- Vainqueur Miss Pole Dance Australia 2011[4]
- Championne du monde 2014[6]